# Hirvas (république de Carélie)
Hirvas (en carélien : Hirvas, en finnois : Hirvas, en russe : Ги́рвас, Girvas) est une municipalité rurale du raïon de Kontupohja en république de Carélie.

## Géographie
L'agglomération d'Hirvas est située sur les rives de la rivière Suunujoki et du canal Pionernyi, à 53 kilomètres au nord-ouest de Kontupohja.
La municipalité d'Hirvas a une superficie de 1 955,3 km2.
Hirvas est bordé au nord-est par Käppäselkä du raïon de Kontupohja, au sud-est par Tedjärvi, au sud par Kentjärvi et Petrovski, à l'ouest par Naistenjärvi du raïon de Suojärvi et au nord-ouest par Porajärvi.
Le paysage de la région est caractérisé par des eskers orientés dans une direction nord-ouest-sud-est, avec des lacs, des rivières et des tourbières entre deux.
Environ 79,6 % de la superficie est constituée de forêts et 18,8 % d'eau.
Hirvas est traversé par les rivières Suunujoki, Semsjoki (Semtša), Bolšaja Vinka et Talpus..
Les lacs principaux d'Hirvas sont Sandaljärvi, Päläjärvi (Paljeozero), Suunujärvi (Sundozero), Lavalampi, Kuivajärvi (Suhoje), Kodanlampi et Elmus.

## Démographie
Recensements (*) ou estimations de la population
| 1959  | 1970  | 1989  | 2009  |
| ----- | ----- | ----- | ----- |
| 2 151 | 1 794 | 1 592 | 1 143 |

| 2013  | - | - | - |
| ----- | - | - | - |
| 1 042 | - | - | - |

## Galerie

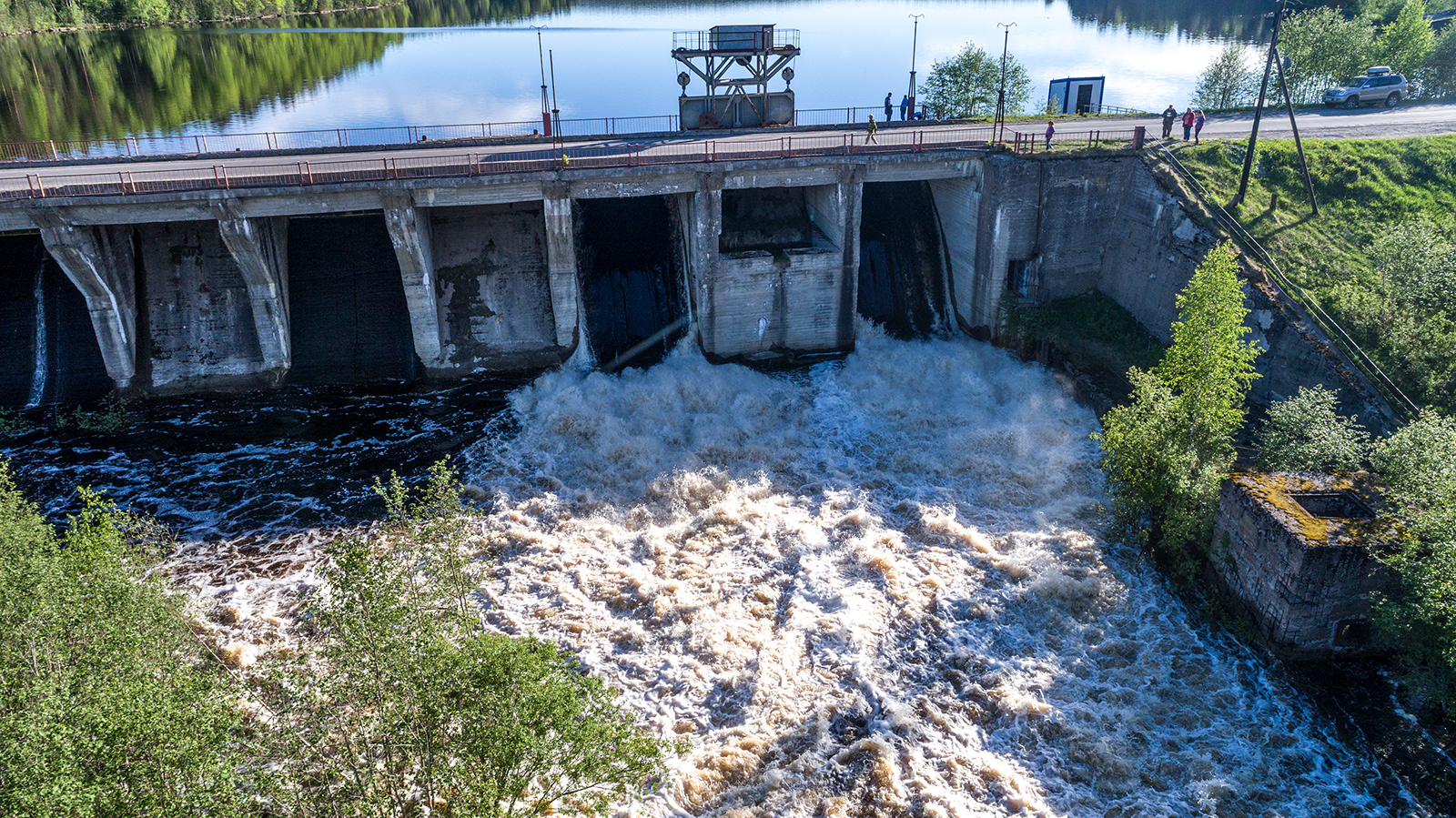
Barrage sur la rivière Souna situé dans la partie sud du village d'Hirvas.